# Zonas Azuis: Os Segredos dos Lugares mais Saudáveis do Planeta (Livro)
Zonas Azuis: Os Segredos dos Lugares mais Saudáveis do Planeta (em inglês: The Blue Zones Secrets for Living Longer: Lessons From the Healthiest Places on Earth) é um livro de 2023 escrito por Dan Buettner, que popularizou o conceito de "zonas azuis", locais onde, segundo o autor, as pessoas viveriam mais e melhor. Buettner descreve os hábitos presentes em cinco dessas zonas e propõe maneiras de aplicar esses hábitos para melhorar a qualidade de vida. A edição brasileira do livro será lançada em fevereiro de 2025.
O livro é um guia ilustrado, com receitas e textos que explicam os hábitos e estilos de vida de pessoas em regiões como Sardenha (Itália), Nicoya (Costa Rica), Loma Linda (Estados Unidos), Icária (Grécia) e Okinawa (Japão). Entre os fatores mencionados como contribuintes para a longevidade estão: propósito, fé, comunidade, descanso, dieta saudável e exercícios. Buettner também sugere estratégias para replicar esses hábitos em outras comunidades. O livro é o terceiro da série publicado no Brasil, e teve uma adaptação produzida e apresentada por Dan Buettner, lançada pela Netflix.

## Zonas Azuis
As principais zonas azuis mencionadas no livro são:
- Sardenha     (Itália)
- Nicoya (Costa Rica)
- Loma Linda (Estados Unidos)
- Icária (Grécia)
- Okinawa     (Japão)

## Adaptação para a Mídia
Em 2023, o livro inspirou a série documental da Netflix Como Viver até os 100: Os Segredos das Zonas Azuis, que explora essas zonas e os segredos para uma vida longa e saudável. A série foi premiada com três Daytime Emmy Awards.